# Zöhrə Ağamirova
Zöhrə Ağamirova, también escrito como Zohra Aghamirova (Bakú, 8 de agosto de 2001), es una deportista azerbaiyana que compite en gimnasia rítmica, en la modalidad individual. Ganó una medalla de bronce en el Campeonato Europeo de Gimnasia Rítmica de 2023, en la prueba de pelota.

## Palmarés internacional
| Campeonato Europeo | Campeonato Europeo | Campeonato Europeo | Campeonato Europeo |
| Año                | Lugar              | Medalla            | Prueba             |
| ------------------ | ------------------ | ------------------ | ------------------ |
| 2023               | Bakú (Azerbaiyán)  | Medalla de bronce  | Pelota             |